# Windows Phone 8.1
Windows Phone 8.1 és la tercera generació del sistema operatiu mòbil de Microsoft Windows Phone, succeït per Windows Phone 8. Es va presentar a la conferencia Build de Microsoft a San Francisco, Califòrnia, el 2 d'abril de 2014, i va ser llançat en forma definitiva als desenvolupadors de Windows Phone el 14 d'abril de 2014 arribant a la versió de disponibilitat general el 15 de juliol de 2014. Tots els telèfons Windows amb Windows Phone 8 es poden actualitzar a Windows Phone 8.1, amb la publicació dependent de les dates de llançament de l'operador.
Windows Phone 8.1 és també l'última versió que utilitza el nom de la marca de Windows Phone, ja que va tenir èxit Windows 10 Mobile. Alguns dispositius Windows Phone 8.1 es poden actualitzar a Windows 10 Mobile. Microsoft va retardar l'actualització i va reduir la llista de dispositius compatibles des de la seva promesa inicial.

## Història
Windows Phone 8.1 es va rumorear per primera vegada Windows Phone Blue, una sèrie d'actualitzacions del sistema operatiu mòbil de Microsoft que coincidirà amb l'alliberament de Windows 8.1.Tot i que Microsoft havia planejat llançar WP8.1 a finals de 2013, poc després del llançament de la seva contrapart de PC, la distribució general del nou sistema operatiu va ser retardada fins a principis de 2014.
En lloc d'esperar més d'un any per afegir noves funcions a Windows Phone 8, Microsoft va optar per llançar tres actualitzacions incrementals al seu sistema operatiu mòbil existent. Aquestes actualitzacions es lliuren amb les actualitzacions de microprogramari corresponents per als dispositius específics. Les actualitzacions incloses a GDR2 (Lumia Amber), que va introduir funcions com ara "Sensor de Dades", i GDR3 (Lumia Black), que va donar suport processadors quad-core, Pantalles d'alta definició 1080p de fins a sis polzades, l'addició d'un "mode de conducció", i files addicionals de rajoles dinàmiques per a dispositius majors "Telèfon tauleta".
El nom final del sistema operatiu actualitzat es va filtrar al públic quan Microsoft va llançar el SDK de Windows Phone 8.1 als desenvolupadors el 10 de febrer de 2014, Però no va ser fins a la conferencia Build de Microsoft el 2 d'abril de 2014 quan es va anunciar oficialment Windows Phone 8.1, al costat de la actualització de Windows 8.1. El codi final d'enviament es va alliberar els usuaris registrats del programa "Preview for Developers" el 14 d'abril de 2014, i al públic general en mesos posteriors, la data de llançament real és determinada pels dispositius d'operadors de telefonia mòbil i acompanyat d'actualitzacions de microprogramari, inclòs Lumia Cyan.

### Preview for Developers
El programa "Preview for Developers" es va iniciar a l'octubre de 2013 amb l'alliberament de Windows Phone 8 Update 3. El programa estava destinat per a desenvolupadors I els aficionats a obtenir accés immediat a les actualitzacions del sistema operatiu quan estiguin disponibles a Microsoft, passant per alt els operadors de telefonia mòbil i els fabricants d'equips originals que provar canvis abans d'incloure actualitzacions de microprogramari específics del dispositiu. Users of the "Preview for Developers" program do not void their warranty in most cases and can install any future firmware that is included with their carrier's official rollout of Windows Phone 8.1.
Les actualitzacions de programari de Windows Phone a través de "Preview for Developers" són versions completes i acabades del sistema operatiu, a diferència de les compilacions de Windows 10 Mobile en el programa Windows Insider, que són versions prèvies del programari que els usuaris intenten provar noves característiques abans de la versió final i poden contenir errors.

## Característiques
Windows Phone 8.1 introdueix una sèrie de novetats destacades, la majoria de les quals es van donar a conèixer en una previsualització llançada als desenvolupadors el 10 de febrer.

### Cortana

Cortana on Windows Phone 8.1

Cortana és un assistent virtual personal que es va afegir a Windows Phone 8.1 i és similar a Google Now i a Siri d'Apple. El nom de Cortana deriva de la sèrie de videojocs Halo, que és una franquícia exclusiva de Microsoft Xbox i Windows. Les característiques de Cortana inclouen configurar recordatoris, reconèixer la veu natural sense que l'usuari hagi d'introduir una sèrie predefinida d'ordres i respondre preguntes utilitzant informació de Bing (com el clima actual i les condicions del trànsit, puntuacions esportives i biografies).
Cortana també utilitza una característica especial anomenada "Quadern", on recopilarà automàticament informació sobre els interessos de l'usuari en funció de l'ús i permetrà que l'usuari introdueixi informació personal addicional, com ara hores de silenci i amics propers que poden passar a l'usuari durant aquestes hores tranquil·les. Els usuaris també poden eliminar informació del "Quadern" si consideren que no és desitjable que Cortana conegui.
Windows 8.1 és universal té característiques SmartSearch de Bing que estan incorporades dins de Cortana, que substitueix l'anterior aplicació Bing Search que s'activa quan un usuari prem el botó "Cerca" al vostre dispositiu.
Aquesta funció, que actualment està en versió beta, es va alliberar els Estats Units en el primer semestre de 2014 i a la Xina, el Regne Unit, Índia, Canadà i Austràlia a l'agost de 2014.
Microsoft s'ha compromès a actualitzar Cortana dues vegades al mes i afegir noves funcions. Les funcions noves poden incloure més respostes d'"ous de Pasqua", millores en la interfície gràfica i millors modulacions de veu.

### Web
Windows Phone 8.1 utilitza una versió per a mòbils de Internet Explorer 11 com a navegador web predeterminat. IE11 porta moltes de les millores de la contrapartida d'escriptori, que inclou suport WebGL, cartografia normal, mode InPrivate, mode de lectura i la possibilitat de desplaçar-vos cap a l'esquerra o cap a la dreta per navegar cap a una pàgina web anterior i cap enrere. El navegador actualitzat també inclou un nou reproductor web de vídeo HTML5 amb suport per a la reproducció en línia i els subtítols tancats, els llocs webs amb les rajoles dinàmiques de Windows 8, i la possibilitat de desar contrasenyes. A més, els usuaris ara poden obrir un nombre il·limitat de pestanyes, en comptes del màxim anterior de 6.
Si un usuari ha iniciat sessió amb el seu compte de Microsoft tant en el dispositiu Windows 8.1 com en Windows Phone, les seves pestanyes a IE11 es sincronitzaran automàticament.

### Aplicacions i Windows Phone Store

#### Marc d'aplicacions
Ara es poden crear aplicacions per a Windows Phone 8.1 utilitzant models d'aplicacions de la Windows Store de Windows 8.1, basades en Windows Runtime, i l'extensió dels fitxers per a les aplicacions de Windows Phone ara és ".appx" (que s'utilitza per a les aplicacions de la Windows Store), En lloc de format d'arxiu tradicional de Windows Phone ".xap". Les aplicacions creades per WP8.1 poden invocar el zoom semàntic, així com accedir a un inici de sessió únic amb un compte de Microsoft. La Windows Phone Store ara també actualitza les aplicacions automàticament. La botiga també permet comprovar les actualitzacions disponibles manualment per a les aplicacions del dispositiu. També afegeix l'opció d'actualitzar les aplicacions només amb Wi-Fi.
Els desenvolupadors d'aplicacions podran desenvolupar aplicacions que utilitzin C# / Visual Basic.NET (.NET), C++ (CX) o HTML5/Javascript, com per a Windows 8.
Els desenvolupadors també podran construir "aplicacions universals" tant per a Windows Phone 8.1 com per a Windows 8 que comparteixen gairebé tot el codi, excepte els específics de la plataforma, com ara la unterfície d'usuari i les API de telèfons.
Les aplicacions universals que s'hagin instal·lat a Windows 8.1 apareixeran automàticament a la secció "Les meves aplicacions" de Windows Phone 8.1.
Les aplicacions creades per Windows Phone 8 i Windows Phone 7 s'executen automàticament en Windows Phone 8.1, però les aplicacions creades per Windows Phone 8.1 no s'executaran en cap versió anterior de Windows Phone.

#### Windows Phone Store
La Windows Phone Store va ser redissenyada a Windows Phone 8.1 per convertir-se en més informació-densa. Les col·leccions d'aplicacions, que anteriorment estaven visibles en una pàgina diferent, ara apareixen completament a la columna frontal de la botiga. Tampoc hi ha una distinció entre Jocs i altres aplicacions; Tots dos apareixen ara a la llista d'aplicacions, tot i que les categories per a aplicacions i jocs (com ara "jocs més populars" o "aplicacions més populars") encara estan separades. Les puntuacions de les aplicacions han estat dissenyades per coincidir amb les de Windows 8.1, amb barres horitzontals afegides per indicar quantes ressenyes de 5 estrelles, de 4 estrelles o de 3 estrelles han rebut. Les captures de pantalla de l'aplicació ja no tenen la seva pròpia pàgina, sinó que es poden veure a la part inferior de la pàgina de descripció de l'aplicació. A més, la Windows Phone Store ara inclou una secció "Les meves aplicacions" sota el menú de tres punts que permet als usuaris tornar a instal·lar qualsevol aplicació que hagin comprat prèviament.

#### Aplicacions noves i renovades
Estalvi de bateria afegeix la possibilitat de fer un seguiment de l'ús de la bateria i determinar perfils que disminueixin el consum d'energia. A més, a la pàgina "Tasques de fons", permet que un usuari aturi o permeti a una aplicació individual s'executi en segon pla, s'ha mogut des del menú Configuració fins a estalvi de bateria. A més de poder deixar d'executar-se una tasca de fons, els usuaris ara poden establir perfils que impedeixen que determinades aplicacions s'executin només si el nivell de la bateria és inferior a un percentatge designat.
Sensor d'emmagatzematge permet als usuaris moure fitxers i aplicacions entre el disc dur del telèfon i una targeta microSD, incorporant funcions prèviament disponibles a la secció "Configuració" que permet als usuaris eliminar fitxers temporals per alliberar emmagatzematge i desinstal·lació d'aplicacions.
Sensor de Wi-Fi s'inscriuen automàticament als Windows Phone els llocs Wi-Fi de confiança disponibles. També ajuda a compartir les vostres pròpies credencials de Wi-Fi amb els vostres amics i contactes, però sense el compromís de seguretat, és a dir, només comparteix la connexió Wi-Fi sense dir-li als vostres amics la contrasenya.
L'aplicació de Calendari ara té una vista setmanal amb el temps actual, similar a les característiques del calendari de Microsoft Outlook disponible per a usuaris d'escriptori. El calendari afegeix més suport per sincronitzar calendaris de Google amb Windows Phone.
Els Mapes s'ha revisat amb suport per a la visualització aèria, mapes en 3D i una brúixola dinàmica. Local Scout, que ha estat eliminat de Windows Phone 8.1 als Estats Units a causa de la implementació de Cortana, s'ha traslladat a Mapes. El mapa també mostra zones Wi-Fi properes, si n'hi ha, a la vostra ubicació.

#### Trucades i Skype
L'aplicació Marcador afegeix una pàgina de "Marcatge ràpid" i les agrupacions de trucades d'una vista anomenat Historial de trucades. En fer clic al grup es mostraran els detalls de les trucades individuals, com ara l'hora i la data de la trucada. S'ha afegit un botó al costat de cada trucada que permet afegir trucades no identificades a la llista de contactes d'un usuari o mostrar informació sobre un contacte existent.
Actualment, els usuaris poden actualitzar automàticament les trucades telefòniques existents i videotrucades de Skype des de la mateixa interfície de trucada telefònica, que també s'ha renovat amb botons més grans. A més d'una foto gran del contacte, el text amb el nom de l'usuari i el número de telèfon apareix ara a la part superior de la pantalla en lloc de directament a sobre del marcador. Les trucades de Skype també es poden iniciar directament des de Cortana.

#### Multimedia
Xbox Music i Xbox Video proporcionen serveis de transmissió per a pel·lícules, música i programes de televisió, i estan separats en lloc d'unir-se a versions anteriors. Notablement, Xbox Video ara compta amb suport incorporat per a la transmissió de vídeo. A més de separar els serveis de transmissió de música i vídeo, 8.1 també afegeix suport per a controls de volum, transcodificació d'àudio i vídeo, acceleració de maquinari, estereoscòpic 3D i la capacitat de les aplicacions de capturar i gravar vídeo independentment del vídeo integrat del sistema operatiu Gravadora. A més, té suport incorporat per a la transmissió a través de DLNA a monitors i pantalles de televisió, a les quals Microsoft es refereix com "PlayTo", també s'inclou, així com la possibilitat de reflectir la visualització des d'un telèfon a una pantalla independent. També s'han refinat les eines d'edició dels mitjans: s'han afegit aplicacions per a captures de vídeo a càmera lenta, efectes de vídeo i efectes d'àudio. Actualment, Microsoft ofereix actualitzacions bi-setmanals, dues vegades al mes, per a ambdues aplicacions. L'agost de 2014, també es va afegir el suport A2DP i AVRCP.
L'aplicació  'camera'  de fàbrica s'ha actualitzat amb un disseny més minimalista similar al de l'aplicació de càmera de Windows 8.1. A més, els usuaris ara poden desar fotos d'alta resolució directament a OneDrive, en comptes de tenir l'opció de pujar la versió 5MP de la imatge al núvol.

### Multitasca
Partint de les millores realitzades en la tercera actualització del seu predecessor, Windows Phone 8.1 afegeix suport per al tancament d'aplicacions introduint-les en la vista de multitasca (invocada fent una pulsació prolongada al botó "enrere"), que és similar a com la multitasca funciona a Windows 8 i iOS. En prémer el botó d'avall, ara es suspèn una aplicació a la vista multitasca en comptes de tancar-la.

### Rajoles dinàmiques
Una tercera columna de rajoles dinàmiques, que anteriorment només estava disponible per a Windows Phones amb 1080p i telèfons seleccionats amb pantalles de 720p, ara és una opció per a tots els dispositius Windows Phone 8.1, independentment de la mida de la pantalla. Microsoft també ha afegit la possibilitat que els usuaris puguin introduir a les rajoles dinàmiques amb una imatge de fons.
Amb la inclusió de la Update 1, WP8.1 ara permet als usuaris arrossegar les rajoles d'aplicacions a una altra per crear carpetes d'aplicacions a la pantalla d'inici. Cada aplicació individual dins de la carpeta encara pot aparèixer com una rajola dinàmica, i obrir la carpeta simplement l'amplia a la pantalla d'inici perquè l'usuari pugui reorganitzar i obrir les aplicacions.

### Social
El centre "Jo" de Windows Phone 8.1 s'ha transformat en únic centre per actualitzar i mantenir tots els comptes de les xarxes socials a un únic centre cap a un visualitzador que permet als usuaris veure notícies a les xarxes socials. Quan els usuaris fan clic a una publicació de Facebook, per exemple, es redirigeixen de manera immediata a l'aplicació de Facebook, en comptes de permetre'ls comentar en aquesta publicació al centre "Jo", una característica disponible a les versions anteriors de Windows Phone. També s'ha eliminat el centre de notificacions del centre Jo per a xarxes socials, ja que aquesta funció està integrada al Centre d'Accions de Windows Phone 8.1. Les xarxes socials admeses al centre "Jo" inclouen Facebook, Foursquare, LinkedIn, i Twitter, que també s'ha integrat completament al centre de Contactes.
Els "fils," que va permetre als usuaris canviar sense problemes entre diferents serveis de xat, també s'han eliminat de l'aplicació de missatgeria, que ara només és per a missatges de text. Altres canvis a l'aplicació de missatgeria inclouen la possibilitat de seleccionar diversos missatges de text per reenviar o esborrar.

### Pantalla de bloqueig
Windows Phone 8.1 afegeix la possibilitat que els OEM i les aplicacions individuals personalitzin els temes de la pantalla de bloqueig encara més, reduint el tipus de lletra i l'orientació del text del temps, la data i les notificacions.

### Notificacions i configuració

Centre d'acció de Windows Phone 8.1

S'ha afegit un nou centre de notificacions conegut com a "Centre d'acció" i permet canviar la configuració simple, com ara els controls de volum. El nou disseny de la zona de notificacions permet a l'usuari, per exemple, canviar les xarxes sense fils, activar o desactivar el Bluetooth i el mode avió, accedir a "Mode de conducció" des de quatre quadres personalitzables a la part superior de la pantalla, mentre que sota aquests quatre quadres situats horitzontalment s'inclouen recents Missatges de text i integració social.
Les aplicacions també poden enviar notificacions específiques d'ubicació als usuaris amb l'addició d'una nova API de geofenció.

### Teclat
Microsoft ha afegit el teclat Word Flow a Windows Phone 8.1 que, de manera similar l'opció de teclat Swype disponible als dispositius Android, permet que els usuaris passin per les lletres al tipus. A mesura que l'usuari acaba la primera paraula, el teclat genera un espai automàticament per introduir la propera paraula.
El teclat es va promocionar per la seva velocitat i precisió, i va portar fama a la divisió de Microsoft Research quan tenia quinze anys l'estudiant Gaurav Sharma de Lakeside School, utilitzant un Nokia Lumia 520 equipat amb Windows Phone 8.1 i el teclat "Word Flow", va trencar el Guinness World Record per a l'escriptura més ràpida del món amb un telèfon mòbil, que abans tenia un usuari del Samsung Galaxy S4, per 8 segons. Aquest rècord va ser de curta durada, que posteriorment va ser derrotat un mes més tard per Marcel Fernandes, que va acabar en un quart de segon més ràpid utilitzant el teclat Fleksy, un teclat competitiu disponible a iOS i Android. No obstant això, com Fleksy confia en els algoritmes de text predictiu en lloc de fer gestos, és just dir que "Word Flow" segueix sent el teclat de telèfon mòbil més ràpid del món.

### Sistema de fitxers
Windows Phone 8.1 permet a les aplicacions veure tots els fitxers emmagatzemats en un dispositiu Windows Phone movent, copiant, enganxant i compartint el contingut del sistema intern de fitxers d'un dispositiu. Com a conseqüència d'aquest canvi, s'han publicat diverses aplicacions d'explorador de fitxers a la Windows Phone Store des del debut del sistema operatiu. Microsoft va llançar la seva pròpia aplicació d'explorador de fitxers el 30 de maig de 2014.
A més d'aquests canvis, SkyDrive s'ha renovat completament a OneDrive a través del sistema operatiu després de la resolució de Microsoft d'una disputa sobre la marca "Sky" amb BSkyB. Els usuaris també es presenten amb múltiples opcions quan un dispositiu Windows Phone 8.1 es connecta a un ordinador a través d'USB.

### Millores empresarials
Windows Phone 8.1 afegeix suport per a VPN i Bluetooth 4.0 LE. Amb l'alliberament de la Update 1, la recepció o enviament de dades a través de VPN quan es connecta a una xarxa Wi-Fi i l'estendard Bluetooth PAN (Personal Area Network 1.0) també són compatibles.

Apps Corner és un mode de quiosc que permet als usuaris limitar l'ús a un grup seleccionat d'aplicacions i arrencar directament a una aplicació específica.

## Maquinari

### Dispositius
Els dispositius amb Windows Phone 8.1 estan fabricats actualment per Microsoft Mobile (anteriorment Nokia) i els seus socis de maquinari, incloent-hi HTC, Gionee, JSR, Karbonn, Micromax, Samsung,  Alcatel, Lava (sota les marques Lava i Xolo), i Blu. Addicionalment, Gionee, JSR, LG, Lenovo, Longcheer, i ZTE s'han registrat com a socis de maquinari de Windows Phone, però encara no han publicat productes Windows Phone. Sony (sota la marca Xperia o Vaio) també ha manifestat la seva intenció de produir dispositius Windows Phone en un futur pròxim, però això no s'ha materialitzat. Durant la BUILD 2014, Microsoft va anunciar dos socis de maquinari addicionals: Micromax i Prestigio.

### Requisits de maquinari
Començant amb Windows Phone 8.1, diversos botons de maquinari que abans es requerien a Windows Phone ja no són un requisit per als fabricants de dispositius, un moviment que es va fer per permetre als OEMs desenvolupar dispositius que poden executar tant Windows Phone com Android; El HTC One (M8) for Windows és un exemple d'aquest tipus de dispositius.
Windows Phone ara admet botons a la pantalla que els OEM poden utilitzar per reemplaçar els botons capacitius "Enrrere," "Windows" i "cerca" que s'han requerit per a dispositius que funcionin amb el sistema operatiu des de 2010. Els nous botons en pantalla es poden ocultar i passar-los al costat de la pantalla.
Els fabricants de dispositius Windows Phone tampoc no necessiten incloure un botó de la càmera física al costat del telèfon.
| Requisits de maquinari mínims de Windows Phone 8.1                                                                              |
| --- |
| Processador multinucli Qualcomm Snapdragon S4, Snapdragon 200, Snapdragon 400, o Snapdragon 800                                 |
| Mínim 512 MB de RAM per a telèfons WVGA; Mínim 1 GB de RAM per a 720p / WXGA / 1080p                                            |
| Mínim 4 GB de memòria flash |
| GPS i A-GNSS; GLONASS és compatible si OEMs decideixen incloure'l                                                               |
| Suport per a micro-USB 2.0 |
| Jack d'auricular estèreo de 3,5 mm amb suport de detecció de tres botons                                                        |
| Càmera AF orientada cap enrere amb flaix de LED o Xenó opcional, càmera frontal opcional (ambdues necessiten ser VGA o millor)  |
| Acceleròmetre, sensors de proximitat i el motor de vibració (magnetòmetre, giróscopi i sensors de llum ambiental són opcionals) |
| 802.11b/g i Bluetooth (802.11n és opcional)                                                                                     |
| Suport del maquinari per a gràfics DirectX amb acceleració de maquinari per a Direct3D mitjançant GPU programable               |
| Pantalla tàctil multitáctil amb un mínim de quatre punts simultanis                                                             |

## Recepció
Tom Warren de The Verge va dir que és clar que el sistema operatiu Windows Phone està sent deixat enrere pels seus competidors. Encara que la botiga de Windows Phone té moltes aplicacions, encara hi ha menys que les botigues Android i iOS, i els equivalents de les aplicacions de Windows Phone són molt greus. Tanmateix, elogia Windows Phone per la seva capacitat per funcionar sense problemes en una àmplia varietat de maquinari i l'addició pensativa de les funcions.